# Eishockey-Europameisterschaft der U18-Junioren 1981
Die 14. Eishockey-Europameisterschaft der U18-Junioren fand vom  2. bis 8. April 1981 in  Minsk in der Sowjetunion (heute Belarus) statt. Die Spiele der B-Gruppe wurden vom 15. bis 21. März 1981 in Miercurea Ciuc in Rumänien ausgetragen. Die C-Gruppe spielte vom 19. bis 24. März 1981. Dieses Turnier wurde in je drei Städten Belgiens (Heist-op-den-Berg, Deurne, Lüttich) sowie der Niederlande  (Geel, Roosendaal, Tilburg) ausgetragen.

## A-Gruppe

### Vorrunde
Gruppe 1
| Spiele              | TCH  | SWE  | SUI  | POL  | Tore  | Pkt. |
| ------------------- | ---- | ---- | ---- | ---- | ----- | ---- |
| 1. Tschechoslowakei |      | 4:4  | 13:0 | 21:0 | 38:04 | 5:1  |
| 2. Schweden         | 4:4  |      | 9:2  | 20:3 | 33:09 | 5:1  |
| 3. Schweiz          | 0:13 | 2:9  |      | 7:2  | 09:24 | 2:4  |
| 4. Polen            | 0:21 | 3:20 | 2:7  |      | 05:48 | 0:6  |

Gruppe 2
| Spiele            | URS  | FIN  | BRD  | AUT  | Tore  | Pkt. |
| ----------------- | ---- | ---- | ---- | ---- | ----- | ---- |
| 1. UdSSR          |      | 9:2  | 17:0 | 17:0 | 43:02 | 6:0  |
| 2. Finnland       | 2:9  |      | 10:1 | 10:2 | 22:12 | 4:2  |
| 3. BR Deutschland | 0:17 | 1:10 |      | 2:0  | 03:27 | 2:4  |
| 4. Österreich     | 0:17 | 2:10 | 0:2  |      | 02:29 | 0:6  |

### Endrunde
Für die beiden Gruppen der Endrunde wurden die untereinander erzielten Ergebnisse aus der Vorrunde übernommen. Diese Resultate sind hier in Klammern dargestellt.
Meisterrunde
| Spiele              | URS   | TCH   | SWE   | FIN   | Tore  | Pkt. |
| ------------------- | ----- | ----- | ----- | ----- | ----- | ---- |
| 1. UdSSR            |       | 3:3   | 10:1  | (9:2) | 22:06 | 5:1  |
| 2. Tschechoslowakei | 3:3   |       | (4:4) | 4:3   | 11:10 | 4:2  |
| 3. Schweden         | 1:10  | (4:4) |       | 5:1   | 10:15 | 3:3  |
| 4. Finnland         | (2:9) | 3:4   | 1:5   |       | 06:18 | 0:6  |

Platzierungsrunde
| Spiele            | SUI   | POL   | BRD   | AUT   | Tore  | Pkt. |
| ----------------- | ----- | ----- | ----- | ----- | ----- | ---- |
| 1. Schweiz        |       | (7:2) | 2:2   | 7:2   | 16:06 | 5:1  |
| 2. Polen          | (2:7) |       | 4:2   | 4:0   | 10:09 | 4:2  |
| 3. BR Deutschland | 2:2   | 2:4   |       | (2:0) | 06:06 | 3:3  |
| 4. Österreich     | 2:7   | 0:4   | (0:2) |       | 02:13 | 0:6  |

### Europameistermannschaft: UdSSR
| U18-Europameister UdSSR | Andrei Karpin, Igor Kurnosenko – Ilja Bjakin, Sergei Gorbunow, Wladimir Tjurikow, Igor Stelnow, Swjatoslaw Kalisow, Andrei Martemjanow, Wjatscheslaw Grigorjew, Sergei Usanow – Alexei Anissimow, Wladimir Romanow, Sergei Prjachin, Sergei Schebrowski, Arkadi Obuchow, Oleg Starkow, Leonid Truchno, Michail Korsunow, Oļegs Znaroks, Sergei Charin |

### Auszeichnungen
| Auszeichnung       | Spieler          | Team             |
| ------------------ | ---------------- | ---------------- |
| Top-Scorer         | Vladimír Růžička | Tschechoslowakei |
| Top-Scorer         | Oļegs Znaroks    | UdSSR            |
| Bester Torhüter    | Jacob Gustavsson | Schweden         |
| Bester Verteidiger | Antonín Stavjaňa | Tschechoslowakei |
| Bester Stürmer     | Leonid Truchno   | UdSSR            |

All-Star-Team
| Angriff:      | Oļegs Znaroks – Vladimír Růžička – Leonid Truchno |
| Verteidigung: | Wladimir Tjurikow – Hannu Virta                   |
| Tor:          | Andrei Karpin                                     |

## B-Gruppe

### Vorrunde
Gruppe 1
| Spiele        | FRA  | NOR  | ROM  | DEN  | Tore  | Pkt. |
| ------------- | ---- | ---- | ---- | ---- | ----- | ---- |
| 1. Frankreich |      | 4:2  | 4:3  | 11:4 | 19:09 | 6:0  |
| 2. Norwegen   | 2:4  |      | 11:2 | 8:3  | 21:09 | 4:2  |
| 3. Rumänien   | 3:4  | 2:11 |      | 7:5  | 12:20 | 2:4  |
| 4. Dänemark   | 4:11 | 3:8  | 5:7  |      | 12:26 | 0:6  |

Gruppe 2
| Spiele         | YUG | ITA | BUL  | HUN  | Tore  | Pkt. |
| -------------- | --- | --- | ---- | ---- | ----- | ---- |
| 1. Jugoslawien |     | 5:4 | 9:4  | 5:1  | 19:09 | 6:0  |
| 2. Italien     | 4:5 |     | 8:3  | 6:3  | 18:11 | 4:2  |
| 3. Bulgarien   | 4:9 | 3:8 |      | 13:2 | 20:19 | 2:4  |
| 4. Ungarn      | 1:5 | 3:6 | 2:13 |      | 06:24 | 0:6  |

### Endrunde
Für die beiden Gruppen der Endrunde wurden die untereinander erzielten Ergebnisse aus der Vorrunde übernommen. Diese Resultate sind hier in Klammern dargestellt.
Aufstiegsrunde
| Spiele         | FRA   | NOR   | YUG   | ITA   | Tore  | Pkt. |
| -------------- | ----- | ----- | ----- | ----- | ----- | ---- |
| 1. Frankreich  |       | (4:2) | 5:2   | 4:3   | 13:07 | 6:0  |
| 2. Norwegen    | (2:4) |       | 7:1   | 6:2   | 15:07 | 4:2  |
| 3. Jugoslawien | 2:5   | 1:7   |       | (5:4) | 08:16 | 2:4  |
| 4. Italien     | 3:4   | 2:6   | (4:5) |       | 09:15 | 0:6  |

Abstiegsrunde
| Spiele       | ROM   | DEN   | BUL    | UNG    | Tore  | Pkt. |
| ------------ | ----- | ----- | ------ | ------ | ----- | ---- |
| 1. Rumänien  |       | (7:5) | 11:0   | 12:3   | 30:08 | 6:0  |
| 2. Dänemark  | (5:7) |       | 7:2    | 25:1   | 37:10 | 4:2  |
| 3. Bulgarien | 0:11  | 2:7   |        | (13:2) | 15:20 | 2:4  |
| 4. Ungarn    | 3:12  | 1:25  | (2:13) |        | 06:50 | 0:6  |

### Auszeichnungen
| Auszeichnung       | Spieler         | Team        |
| ------------------ | --------------- | ----------- |
| Top-Scorer         | Christian Udrea | Rumänien    |
| Bester Torhüter    | Miran Noci      | Jugoslawien |
| Bester Verteidiger | Kim Søgaard     | Norwegen    |
| Bester Stürmer     | Rune Gulliksen  | Norwegen    |

## C-Gruppe
| Spiele            | NED      | GBR     | BEL      | Tore  | Pkt. |
| ----------------- | -------- | ------- | -------- | ----- | ---- |
| 1. Niederlande    |          | 13:1    | 9:1 14:2 | 49:05 | 8:0  |
| 2. Großbritannien | 1:13     |         | 9:1 4:4  | 15:31 | 3:5  |
| 3. Belgien        | 1:9 2:14 | 1:9 4:4 |          | 08:36 | 1:7  |

### Auszeichnungen
| Auszeichnung | Spieler         | Team        |
| ------------ | --------------- | ----------- |
| Top-Scorer   | Bennie Tijnagel | Niederlande |